# Jon-Michael Ecker
Jon Michael Ecker (San Marcos, 16 de março de 1983) é um ator e modelo norte-americano, de ascendência brasileira, filho do ator paulistano Guy Ecker. Formou-se como ator no Centro de Educação Artística da Televisa.

## Filmografia

### Televisão
| Ano       | Título                | Personagem          |
| --------- | --------------------- | ------------------- |
| 2010      | Niña de mi corazón    | El Mudra            |
| 2011      | El Equipo             | Mike                |
| 2011      | La fuerza del destino | Croupier            |
| 2011      | Popland!              | Aaron "Ari" Morales |
| 2012–2013 | Corazón Valiente      | Pablo Peralta       |
| 2013      | Gossip Girl: Acapulco | Nícolas de la Vega  |
| 2015      | Narcos                | The Lion            |
| 2016      | Queen of the South    | El Guero            |
| 2016      | NCIS: New Orleans     | Ramon Morel         |
| 2017      | Criminal Minds        | Zeke Daniels        |
| 2021      | Firefly Lane          | Max Brody           |

### Filmes
| Ano  | Título     | Personagem    |
| ---- | ---------- | ------------- |
| 2014 | Cantinflas | Marlon Brando |

## Ligações Externas
- Jon-Michael Ecker. no IMDb.
- Jon-Michael Ecker no Instagram